# Gotein-Libarrenx
Gotein-Libarrenx (baskisch: Gotaiñe-Irabarne) ist eine französische Gemeinde mit 473 Einwohnern (Stand 1. Januar 2022) im Département Pyrénées-Atlantiques im baskischen Teil der Region Aquitanien. Die beiden Ortschaften haben sich erst im Jahr 1841 zu einer Gemeinde vereinigt.

## Lage
Die Doppelgemeinde Gotein-Libarrenx liegt am Saison, einem Nebenfluss des Gave d’Oloron, etwa 232 Kilometer (Fahrtstrecke) südlich von Bordeaux bzw. etwa 95 Kilometer südöstlich von Bayonne. Die nächstgrößeren Ortschaften sind Mauléon-Licharre (etwa 4 Kilometer nördlich) oder Oloron-Sainte-Marie (etwa 35 Kilometer östlich).

## Bevölkerungsentwicklung
| Jahr      | 1968 | 1975 | 1982 | 1990 | 1999 | 2006 |
| Einwohner | 441  | 486  | 444  | 453  | 467  | 489  |

## Wirtschaft
Wie beinahe überall im Baskenland spielen Feld- und Weidewirtschaft die dominierende Rolle im Leben der Menschen. Die Böden sind fruchtbar und durch die Nähe zum Atlantik sowie mit den Pyrenäen im Süden fällt ausreichend Niederschlag. Früher lebten die Basken nach dem Prinzip der Selbstversorgung, d. h. die Erträge der Felder und der Viehzucht wurden innerhalb der Familie verbraucht. Die Prinzipien der Marktwirtschaft, d. h. in erster Linie die Produktion für einen anonymen Markt, haben sich im Baskenland erst im 20. Jahrhundert durchgesetzt.

## Geschichte
Etwa 700 Meter von Libarrenx entfernt und etwa 200 Meter oberhalb des Ortes findet sich die prähistorische Höhenfestung Gastelugain, deren Alter auf etwa 4000 Jahre geschätzt wird.
Da die baskische Sprache erst seit dem 16. Jahrhundert schriftlich niedergelegt wurde, weiß man über die frühe und mittelalterliche Geschichte des ganzen Landstrichs wie auch einzelner Orte nur sehr wenig – nur einige Orts- und Personennamen aus früherer Zeit sind überliefert. Das Silviet, die traditionelle Versammlung der Männer eines bestimmten Gebiets (hier der ehemaligen Provinz Soule), versammelte sich im 17. und frühen 18. Jahrhundert im Wald von Libarrenx. Für das Jahr 1661 ist ein Bauernaufstand wegen zu hoher Abgaben überliefert (Matalas-Aufstand); einige der Anführer wurden geköpft. Einige Jahrzehnte später (1730) wurde das Silviet verboten.

## Sehenswürdigkeiten

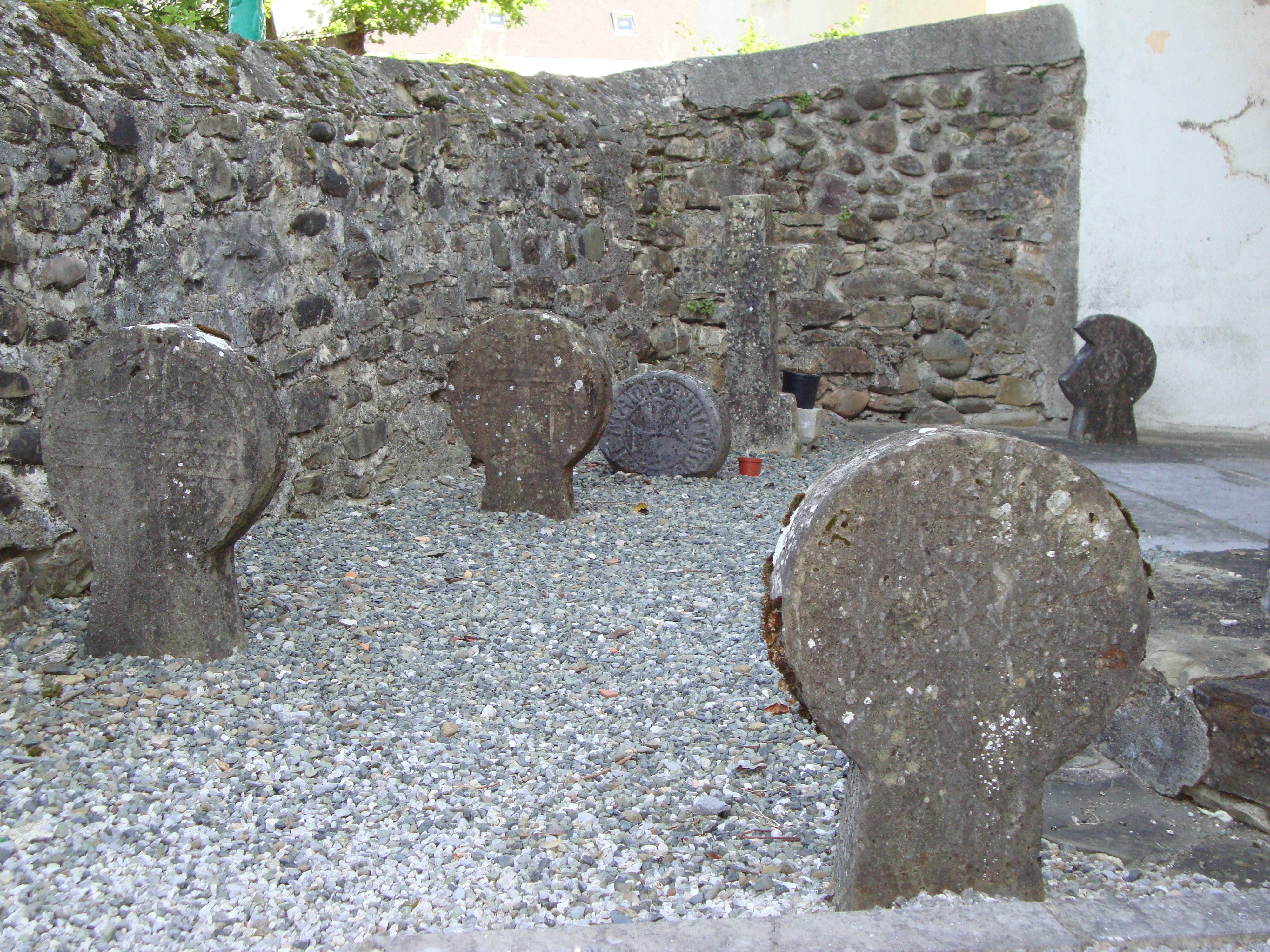
Gotein – baskische Grabstelen

- Kirche St-André und Friedhof in Gotein: Die Kirche in Gotein stammt in ihrer heutigen Form aus dem 15./16. Jahrhundert und hat eine imposante dreigliedrige Giebelfassade (Clocher trinitaire), über deren eventuell vorhandene Bedeutung Unklarheit herrscht – einige bringen die annähernd gleich hohen Segmente in Verbindung mit der Trinität, andere sehen in ihr ein architektonisches Abbild der Kreuzigungsszenerie (Christus und die beiden Schächer). Eine vor dem Eingang zur Kirche befindliche breitgelagerte überdachte Laube könnte ehedem als Versammlungsort sowohl für Prozessionen als auch für Dorfversammlungen gedient haben. Die Kirche selbst ist nur einschiffig und hat einen rechteckigen Chorschluss; das Altarbild zeigt eine Kreuzigung des Apostels Andreas. Auf dem Friedhof des Ortes finden sich einige Grabstelen (Hilarri) mit den im Baskenland häufiger zu sehenden Scheiben.
- Kirche St-Jean-Baptiste in Libarrenx: Die Westfassade der ebenfalls nur einschiffigen Kirche von Libarrenx bietet eine ähnliche Ansicht, mit dem Unterschied, dass die drei nebeneinanderliegenden Spitzen auf einem rechteckigen Unterbau aufruhen und von diesem durch ein Gesims getrennt sind, wodurch eine etwaige symbolische Bedeutung von vornherein weniger augenfällig ist. Eine einfache überdachte Laube auf Holzstützen vor dem Kirchenportal ist ebenfalls vorhanden.

## Sonstiges
- Der US-amerikanische Regisseur Fred Zinnemann drehte im Jahr 1963 einige Szenen seines Films Behold a Pale Horse (Deine Zeit ist um) mit Hauptdarsteller Gregory Peck und Omar Sharif sowie Anthony Quinn in Nebenrollen in Gotein.